# Добротвор
Добротво́р — посёлок в Шептицком районе Львовской области Украины в 3 км от железнодорожной станции Добротвор (на линии Львов-Ковель). Административный центр Добротворской поселковой общины.

## История
Местность, где строился Добротвор, была сильно заболочена. Посёлок начал застраиваться в 1951 году вместе с Добротворской тепловой электростанцией (ТЭС). Было построено Добротворское водохранилище на реке Западный Буг. Первая турбина заработала уже через пять лет. В настоящее время на этой электростанции работает 1690 человек. Добротворская тепловая станция — крупнейшее в своё время электропредприятие на Западной Украине. 50 процентов выработанной электроэнергии она экспортирует в Польшу свыше десяти лет, что даёт 60 процентов бюджета Каменка-Бугского района. 85 % электроэнергии производится на угле Львовско-Волынского бассейна (Червоноград), для остального производства используется природный газ.
В советское время был построен также завод «Стройдеталь».

## Инфраструктура
Вся инфраструктура посёлка создавалась благодаря финансовой поддержке ДТЭС. В Добротворе находится одна из наибольших школ района, где учится свыше 1300 учеников. Есть также музыкальная школа, два детсада на триста детей, а также спортивная школа, среди выпускников которой, — серебряный олимпийский призер на байдарках-каноэ Михаил Сливинский и довольно много мастеров спорта.
Посёлок Добротвор имеет свой историко-краеведческий музей, Народный дом (Дом культуры), где работает 16 разных кружков творчества, причём двум коллективам присвоено звание «Народный», одному — «Образцовый».

## Известные люди
В селе родился русский и украинский писатель Иосиф Петрович Павлив.